# Penwith
Penwith (Limba cornică: Pennwydh) este un district ne-metropolitan situat în Regatul Unit, în comitatul Cornwall din regiunea South West, Anglia.

## Orașe din cadrul districtului
- Hayle
- Penzance
- Saint Ives